# Cybebus
Cybebus es un género monotípico de orquídeas de hábito terrestre. Su única especie, Cybebus grandis Garay es originaria de Colombia extendiéndose hasta el norte de Ecuador.